# El Hedi ben Salem
Pour les articles homonymes, voir Ben Salem.
El Hedi ben Salem (Redeyef, 4 mars 1936 - Nîmes, 14 mars 1976) est un acteur marocain connu pour ses rôles dans les films du réalisateur allemand Rainer Werner Fassbinder.

## Biographie
Immigré en France pour y travailler, El Hedi ben Salem se prostitue [réf. nécessaire] pour survivre pendant ses périodes de chômage. Dans un sauna homosexuel, il rencontre en 1971 Rainer Werner Fassbinder, dont il devient l'amant. Fassbinder le fait jouer dans plusieurs de ses films, et lui confie notamment le rôle principal masculin de Tous les autres s'appellent Ali. Impliqué dans une rixe en France[réf. nécessaire], il y est emprisonné. Il décède en prison d'un infarctus du myocarde[réf. nécessaire]. Fassbinder lui a dédié son film Querelle.

## Filmographie
- 1972 : Le Marchand des quatre saisons (Händler der vier Jahreszeiten) de Rainer Werner Fassbinder : l'Arabe
- 1972 : Huit heures ne font pas un jour (Acht Stunden sind kein Tag) (téléfilm) de Rainer Werner Fassbinder : le travailleur noir
- 1972-1973 : Gibier de passage (Wildwechsel) (mini série télévisée) de Rainer Werner Fassbinder : l'ami de Franz
- 1973 : La Tendresse des loups (Die Zärtlichkeit der Wölfe) d'Ulli Lommel : le soldat français
- 1973 : Le Monde sur le fil (Welt am Draht) (mini série télévisée) de Rainer Werner Fassbinder : le garde du corps
- 1974 : Tous les autres s'appellent Ali (Angst essen Seele auf) de Rainer Werner Fassbinder : Ali
- 1974 : Martha (téléfilm) de Rainer Werner Fassbinder : l'invité à l'hôtel
- 1975 : Comme un oiseau sur le fil (Wie ein Vogel auf dem Draht) (téléfilm) de Rainer Werner Fassbinder : le culturiste
- 1975 : Le Droit du plus fort (Faustrecht der Freiheit) de Rainer Werner Fassbinder : Salem